# Hypoplectis
Hypoplectis is een geslacht van vlinders van de familie spanners (Geometridae), uit de onderfamilie Ennominae.

## Soorten
- H. abunata Felder & Rogenhofer, 1875
- H. pertextaria Hübner, 1823